# Eocristellaria
Eocristellaria es un género de foraminífero bentónico de la familia Robuloididae, de la superfamilia Robuloidoidea, del suborden Lagenina y del orden Lagenida. Su especie tipo es Eocristellaria permica. Su rango cronoestratigráfico abarca desde el Wordiense (Pérmico medio) hasta el Changhsingiense (Pérmico superior).

## Clasificación
Eocristellaria incluye a las siguientes especies:
- Eocristellaria permica †
- Eocristellaria simplex †
- Eocristellaria typica †